# シンガーズ・スリー
シンガーズ・スリーは、女性3人組による、日本の女声コーラス・グループ。
日産自動車のCMソング「世界の恋人」が代表曲として知られている。

## 概要
4人組の男女混声コーラス・グループであったフォー・シンガーズの解散により、その女性メンバーであった団洋子、伊集加代子（現在は歌手名を伊集加代として活動）と、尾形道子（藤村道子）の3人により1967年に結成された。
結成後間もなく、団が結婚・渡米したため、メンバーは伊集と尾形の2人プラス1人という形で活動を継続。加入メンバーは井上知子、福田まゆみと変わり、その後は、再び井上がメンバーとして復帰し、伊集、藤村、井上の3人に戻っている。
ちなみに、1977年6月に発売されたシリア・ポールのアルバム「夢で逢えたら」では、コーラスのクレジットに「シンガーズ・スリー」と記されているが、この時のメンバーは1987年6月に発売されたCDのライナーノートによると、伊集と和田夏代子、鈴木宏子の3人で、以前とは異なるメンバーであった。これによれば、井上の復帰後にもメンバーの変更があったということになるが、伊集本人が語った1986年当時のインタビュー記事によれば、「10年ちょっと前」に「一応シンガーズ・スリーという名前はやめましょうっていう感じで」、シンガーズ・スリーは正式に解散ということがあったと述べていて、最後のメンバーは伊集、藤村、井上の3人だったとしている。
なお、1977年12月発売の大滝詠一のアルバム『NIAGARA CALENDAR』のライナーノートには、コーラスのクレジットとして「Orange Blossoms（シンガーズ・スリー改め）」と記されていて、そのメンバーは「夢で逢えたら」と同じ伊集、和田、鈴木の3人である。また、大滝関連のアルバムで「オシャマンベ・キャッツ」と記されているコーラス・グループも、同じこの3人である。

## ディスコグラフィー

### シングル
- さすらいの天使/雨のエア・ポート（1972年） - CBS・ソニー SOLA-12。
- 魔法使いチャッピー（1972年4月25日） - 日本コロムビア SCS-156。テレビアニメ『魔法使いチャッピー』主題歌（クレジットでは「スリーシンガーズ」と誤表記）
- 水もれ甲介（1974年） - CBS・ソニー SOLB-199。石立鉄男のシングル「さみしいナ」B面。テレビドラマ『水もれ甲介』主題歌。
- ツッパリ・ブギ/女の花ざかり（1976年）  - 日本コロムビア PK-2。テレビドラマ『ベルサイユのトラック姐ちゃん』主題歌。
- ソウル これっきりですか (歌謡ヒット・イン・ディスコ'76)（1976年12月5日）  - CBSソニー 06SH95。演奏：マイナー・チューニング・バンド。
- 恋人たちの垣根のテーマ（1978年） - キングレコード GK-267。テレビドラマ『恋人たちの垣根』主題歌。

### アルバム
- クラシック・イン・ボサノバ/乙女の祈り（1968年） - ビクターレコード SJV-343。
- GO-GO SCAT〜恋のフーガ（1968年） - キングレコード SKK-398。2008年9月26日にCDで再発（THCD-86）。
- シュビドゥバダ（1969年） - ミノルフォンレコード KC-23。
- 全国歌謡スキャット・ベスト20曲（1969年10月1日） - 日本コロムビア CD-5015。2014年8月21日にオンデマンドCDで再発（CORR-10991）。
- イージー・リスニング・ジャズ　バート・バカラックの素晴らしき世界（1970年3月） - ポリドールレコード MR-3093。2007年6月27日にCDで再発（ユニバーサルミュージック UPCY-6413）。（クレジットでは「スリー・シンガーズ」と誤表記）
- FOLIOLE #2 (1971年) - キングレコード SKK-3010。ジャズアルバム。2007年5月9日、2012年12月5日にCDで再発（2007年盤：KICS-2540、2012年盤：KICJ-2291）。
- ダイナミック・ロック（1971年11月5日） - 東芝レコード TP-9509。サミーと共に歌唱。
- エレクトーン・ファンタスティック〜フランシス・レイのすべて〜（1971年） - CBS・ソニー SOND-66048。
- LATIN BALADA IN SQ（1972年） - CBS・ソニー SOLJ-19。
- 愛のメッセージ・ソング（1978年） - ビクターレコード SJX-20043。タイム・ファイブと共に歌唱。
- MUSIC FOR ATOM AGE♪ (2003年) - 収録曲「Beep beep beeo!」をヤング101と共に歌唱。

### コーラス参加
- 忘れた虹/夜霧の舗道（石原裕次郎 1969年9月） - テイチクレコード SN-882。（クレジットでは「スリー・シンガーズ」と誤表記）
- 反逆のメロディー（石原裕次郎 1969年10月） - テイチクレコード SN-909。（クレジットでは「スリー・シンガーズ」と誤表記）
- どんなんかなァ（笑福亭仁鶴 1970年） - テイチクレコード A-40。
- 銀の夜（ダニー飯田とパラダイスキング 1970年2月） - クラウンレコード PW-86。（クレジットでは「スリー・シンガーズ」と誤表記）
- 長崎の夜はむらさき（瀬川映子 1970年3月） - クラウンレコード CW-1029。（クレジットでは「スリー・シンガーズ」と誤表記）
- 南の恋歌（石原裕次郎 1970年4月） - テイチクレコード SN-933。（クレジットでは「スリー・シンガーズ」と誤表記）
- 瀬戸内海ブルース（フランク永井 1970年） - ビクターレコード MV-1005-S。
- 雨の夜の恋は終った（青山ミチ 1970年） - クラウンレコード PW-96。
- 嘘じゃないさ（亀田秀紀 1971年） - ポリドール・レコード DR-1624。シングル「なぜ…」B面。（クレジットでは「スリー・シンガーズ」と誤表記）
- 花ちゃん（山谷初男 1971年） - テイチクレコード SN-1161。
- 出発の歌（上條恒彦＋六文銭 1971年12月1日） - キングレコード BS-1458。
- 鉄橋をわたると涙がはじまる（石橋正次 1972年） - クラウンレコード CW-1255。
- 剣道仲間（子門真人 1972年） - 日本コロムビア SCS-175。ムサシ合唱団のシングル「剣道一本」B面。テレビドラマ『剣道一本!』主題歌。
- ワンサカ ワンサくん/ピンコラ音頭（ロイヤルナイツ 1972年） - 日本コロムビア SCS-197。テレビアニメ『ワンサくん』主題歌。
- 日立の樹(ヒデ夕木、朝コータロー 1973年)- 日立グループCMソング。
- どてらい男（西郷輝彦 1973年） - クラウンレコード CW-1392。テレビドラマ『どてらい男』主題歌。
- 恋のスーパー・パラシューター　(荒井由実 1973年) - 東芝　ETP-9083。ひこうき雲A面3曲目。
- ケンにいちゃん（天地総子 1974年） - アモン AMON-9。テレビドラマ『ケンにいちゃん』主題歌。
- 美しの丘（嶋崎由理 1974年） - 日本コロムビア SCS-229。シングル「新みなしごハッチ」B面。テレビアニメ『昆虫物語 新みなしごハッチ』副主題歌。
- 昔の名前で出ています（小林旭 1975年1月） - クラウンレコード CW-1470。
- おはようさんさんピンポンパン（金森勢、ビッグ・マンモス、ピンポンパンちびっこ合唱隊 1977年9月） - 日本コロムビア SCS-386/キャニオンレコード CX-42。子供向けテレビ番組『ママとあそぼう!ピンポンパン』挿入歌。
- BIG1/王貞治/みてくれ!ビッグワン（坂上忍 1977年） - キングレコード TV(H)-35。子供向けテレビ番組『おはよう!こどもショー』挿入歌。
- さあ歩きはじめよう（沢田亜矢子 1977年） - キングレコード TV(H)-36。テレビアニメ『家なき子』主題歌。
- きらめきのララァ（戸田恵子 1979年） - キングレコード  TV(H)-65。堀光一路の「シャアが来る」B面。テレビアニメ『機動戦士ガンダム』イメージソング。

### みんなのうた
| 放送期間                                       | 放送曲                     | コーラス | 再放送 | 備考  |
| ---------------------------------------------- | -------------------------- | -------- | --- | ----- |
| 1970年（昭和45年）12月 - 1971年（昭和46年）1月 | 春をよぶ夢                 | （なし） | 2014年（平成26年）12月 - 2015年（平成27年）1月 2017年（平成29年）10月6日 2017年（平成29年）11月3日                               | [ 1 ] |
| 1972年（昭和47年）6月 - 7月                    | 空に小鳥がいなくなった日   | 上條恒彦 | 2015年（平成27年）6月 - 7月 2020年（令和2年）6月 - 7月                                                                           | [ 2 ] |
| 1974年（昭和49年）10月 - 11月                  | ながいなさんとはやいなさん | （なし） | 2012年（平成24年）3月7日 2020年（令和2年）10月2日 2020年（令和2年）10月30日 2020年（令和2年）11月27日 2022年（令和4年）4月 - 5月 | [ 3 ] |

### ひらけ!ポンキッキ
全作品、キャニオン・レコードから発売。
- パンの唄（1976年） - LP『およげ!たいやきくん』（E-1025）収録
- おへそのうた（1977年） - CX-108。元々は『日清ちびっこのどじまん』の「今月の歌」の一つで、オリジナル版は同番組司会の大村崑が歌っていた。
- おばけのうた（1977年） - CX-109。のこいのこと共に歌唱

## テレビ番組（主題歌）
- 野生の王国 オープニングテーマ MBS 1963年12月 - 1984年9月
- 剣道一本! CX　1972
- ワンサくん KTV 1973
- ケンにいちゃん TBS 1974～1975
- キリンのものしり館　MBS 1975〜1979　コーラス（歌：みずまさつき）[4]
- 昆虫物語 新みなしごハッチ MBS 1974
- 水もれ甲介 NTV 1974～1975
- 霊感ヤマカン第六感 ABC 1974～1984
- ベルサイユのトラック姐ちゃん NET 1976
- アニメ 家なき子  NTV 1977～1978
- ママとあそぼう!ピンポンパン CX 1977．9「おはようさんさんピンポンパン」コーラス（金森勢、歌：ビッグ・マンモス、ピンポンパンちびっこ合唱隊）